# Salacia reticulata
Salacia reticulata je medicínsky využívaná rostlina z čeledi jesencovitých, vyskytující se v Indii a na Srí Lance. Její srílanský název zní Kothala himbutu.
Rostlina obsahuje látky, které přispívají ke snižování hladiny krevního cukru. V ajurvédské medicíně jsou využívány její extrakty nebo čaje, především z kořenů a kůry, využívá se jako podpora při diabetu a obezity. Potenciál této rostliny je předmětem mnoha studií zejména v asijských zemích (Indie, Japonsko). Extrakt Salacia reticulata byl zkoumán pro anti-diabetické účinky in vitro a také in vivo.
Salacia reticulata je velký keř se zelenými listy, zelenožlutými květy a kulovitými plody (1,6 - 3,8 cm v průměru), které jsou ve zralosti růžové až oranžové, semena jsou žlutá.